# Ahmet Çalık
Ahmet Yılmaz Çalık, né le 26 février 1994 à Yenimahalle et mort le 11 janvier 2022, est un footballeur international turc. Il évoluait au poste de défenseur central. Il meurt le 11 janvier 2022 à la suite d’un accident de voiture à l’âge de 27 ans.

## Carrière

### En club
Ahmet Yılmaz Çalık commence sa carrière professionnelle dans son club formateur, le Gençlerbirliği Spor Kulübü, en Turquie,.
Le 12 janvier 2017, Ahmet Yılmaz Çalık est transféré au Galatasaray SK contre 2,5 millions d'euros et un salaire annuel de 900 000€.

### En équipe nationale
Çalık est appelé dans les différentes sélections de jeunes de Turquie : moins de 16 ans, de 17 ans, de 18 ans, de 19 ans, de 20 ans et espoirs. 
Il participe notamment au championnat d'Europe des moins de 19 ans 2013 et à la Coupe du monde des moins de 20 ans la même année. Lors du mondial junior, il joue trois matchs : contre le Salvador, la Colombie, et la France.
Çalık réalise ses débuts avec la sélection A le 17 novembre 2015, en amical face à la Grèce (victoire 3-0). Il est ensuite retenu par le sélectionneur Fatih Terim afin de disputer l'Euro 2016 organisé en France. Il ne joue toutefois aucun match lors du championnat d'Europe.
Lors de l'année 2016, il joue deux matchs rentrant dans le cadre des éliminatoires du mondial 2018 : contre la Croatie en septembre, puis contre le Kosovo en novembre.

## Palmarès

### En club
| Galatasaray SK - Championnat de Turquie - Champion en 2018 et 2019. - Coupe de Turquie - Vainqueur en 2019 - Supercoupe de Turquie - Vainqueur en 2019 - Finaliste en 2018 |